# Сосново (Локнянский район)
Сосново — деревня в Локнянском районе Псковской области России. Входит в состав Подберезинской волости.
Расположена в 48 км к северо-востоку от райцентра Локня, в 3 км к северу от озера Дулово.
Численность населения деревни составляла 46 жителей в 2000 году, 31 житель в 2011 году.